# Karl-Heinz Schnellinger
Karl-Heinz Schnellinger   (Düren, 31 de març de 1939 - Milà, 20 de maig de 2024) va ser un futbolista alemany.
Jugava a la posició de defensa. La major part de la seva vida esportiva la passà a Itàlia. Debutà a la Sèrie A el 1963, a l'AC Mantova, on arribà del 1. FC Köln. Després d'una temporada fitxà per l'AS Roma i el 1965 pel Milan. Amb els rossoneri jugà durant nou temporades, amb força èxit. L'any 1974, tornà a Alemanya, retirant-se al Tennis Borussia Berlin.
També defensà els colors de la selecció de futbol d'Alemanya Occidental, amb la qual disputà el Mundial de Mèxic 1970, on marcà un gol. Curiosament, no va marcar mai cap gol en els 222 partits que va jugar amb el Milan. Prèviament havia disputat els Mundials de 1958, 1962 i 1966.